# Hémangio-endothéliome kaposiforme
 Mise en garde médicale
L’hémangio-endothéliome kaposiforme est une tumeur vasculaire (angiome) rare, cutanée (évoquant cliniquement à l'angiome en touffes) ou greffées sur un « lymphangiome » (malformation lymphatique diffuse) ou viscérale, évoluant très rarement vers une tumeur maligne.
L’hémangio-endothéliome kaposiforme apparaît à tout âge mais le plus souvent chez le nourrisson, éventuellement de manière congénitale.
On distingue trois formes principales, selon le lieu d’apparition et de développement de la tumeur vasculaire :
- plaque infiltrée cutanée violacée sensible au palper,
- masse palpable,
- syndrome de compression tumorale (forme rétropéritonéale, cervicale profonde ou médiastinale).

Les cas de formes viscérales compliquées sont mieux décrits, les formes superficielles semblant par ailleurs plus rares.

De rares localisations osseuses et ganglionnaires régionales ont été décrites, toujours sans métastases.

## Étiologie
Elle est encore inconnue.

## Symptômes et diagnostic
Il a un fondement histologique (après définition des limites en IRM): des nodules et des nappes denses de cellules fusiformes avec peu d'atypies cellulaires et de mitoses, et de fréquentes fentes vasculaires vides, fixant le marqueur lymphatique D2-40.
Diagnostics différentiels :
- Sarcome de Kaposi
- Angiome en touffes (qui lui ressemble et qui peut aussi avoir un syndrome de Kasabach-Merritt comme complication, ce qui fait que l'hémangioendothéliome kaposiforme et l'angiome en touffes sont maintenant classés dans un même spectre tumoral clinique vasculaire).

## Complications
Uniquement chez l’enfant : avec possible thrombopénie sévère accompagnée d’une coagulopathie de consommation (Syndrome de Kasabach-Merritt).

## Détection prénatale
Elle peut concerner les formes congénitales volumineuses grâce au repérage d'une masse richement vascularisée en échographie fœtale, puis confirmée par IRM fœtale. Mais le diagnostic n’est certain qu’après la naissance (biopsie).

## Traitement
- forme cutanée non compliquée ; corticothérapie locale si la lésion est de taille modeste ; ou interféron alfa 2b ou vincristine dans les formes diffuses invalidantes
- s’il y a aussi un syndrome de Kasabach-Merritt ; traitement médicamenteux (corticothérapie systémique, vincristine, interféron alfa 2b, polychimiothérapie, association ticlopidine + aspirine, pentoxyphilline), embolisation thérapeutique, excision chirurgicale, radiothérapie.

## Évolution, Pronostic
Selon la gravité, la chronicité des lésions et les complications éventuelles (plus graves avec le syndrome de Kasabach-Merritt).

## Prévalence
Elle est encore inconnue en 2006.